# نیجو یاسومیچی

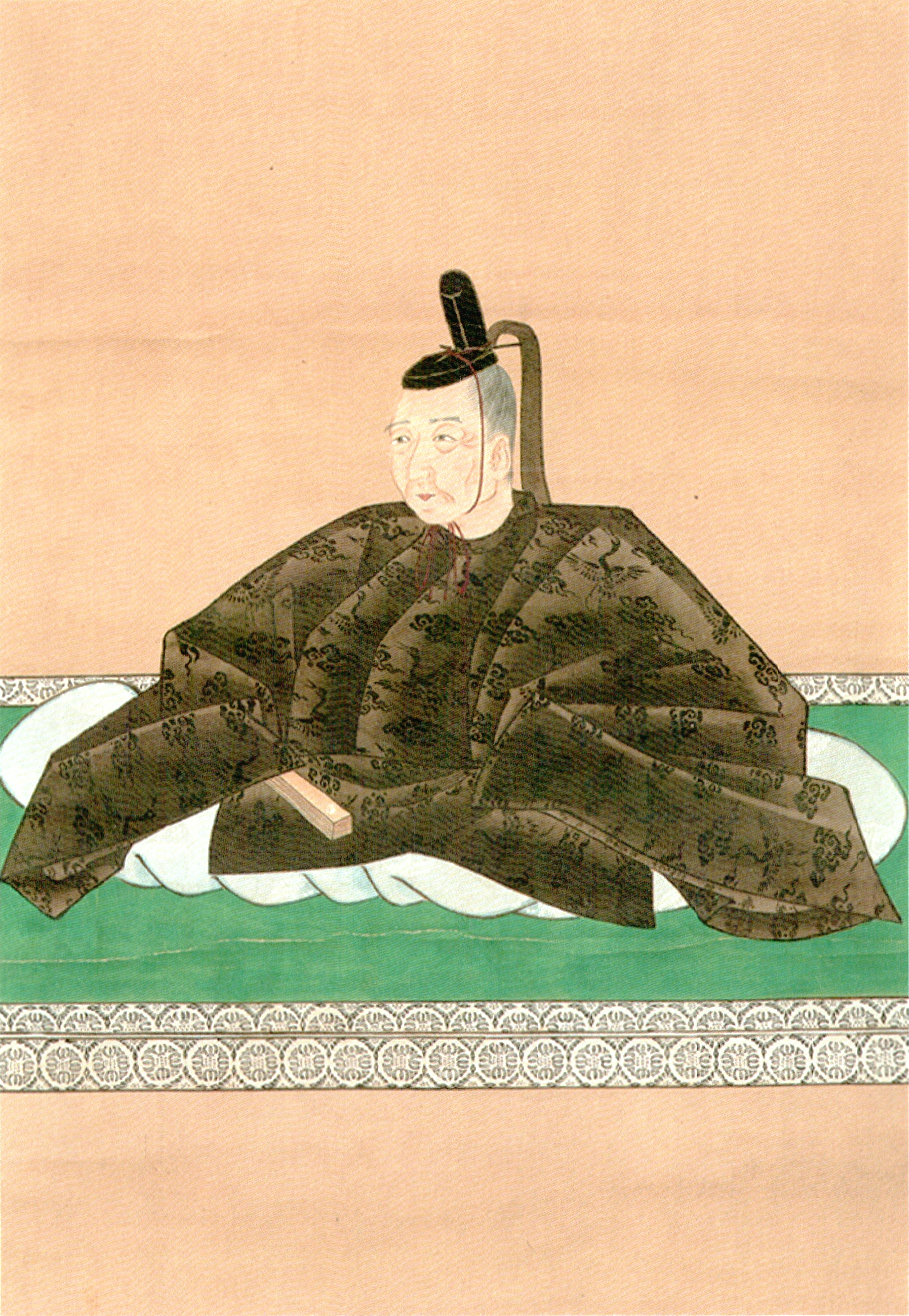
نیجو یاسومیچی

نیجو یاسومیچی (به ژاپنی: 二条 康道 Nijō Yasumichi) (۱۶۰۷–۱۶۶۶ میلادی) پسر کوجو یوکی‌ایه بود که به فرزندخواندگی نیجو آکیزانه درآمده بود. او یک کوگیو (درباری) در اوایل دوره ادو بود. او از ۱۶۳۵ تا ۱۶۴۷ مقام سشو را عهده دار بود. او با دختر امپراتور گو-یوزی ازدواج کرد و پسرش نیجو میتسوهیرا نام داشت.